# Исабеков, Шамсат Жаксылыкович
Шамсат Жаксылыкович Исабеков (каз. Шамсат Жақсылықұлы Исабеков; род. 22 марта 1955; Тараз, СССР) — казахстанский политический и общественный деятель, депутат Сената Парламента Республики Казахстан от Жамбылской областии (2002—2008).

## Биография
Шамсат Жаксылыкович Исабеков родился 22 марта 1955 года в городе Тараз. Происходит из рода тутанбалы племени Сиргели.
В 1977 году окончил Джамбулский гидромелиоративно-строительный институт по специальности «инженер-механик», в 1999 году Высшую школу права «Аділет» по специальности юрист-правовед.
С 1972 по 1978 годы — мастер производственного обучения СПТУ № 20 города Талгар, освобожденный секретарь райкома ЛКСМК города Талгар.
С 1978 по 1988 годы — начальник участка, отряда, старший механик, начальник отдела, заместитель начальника автоколонны № 2554 города Джамбул.
С 1988 по 1994 годы — зам. председателя ТЗК «Автомобилист», председатель кооператива «Сапар», зам. директора МХП «Татен», директор МП «Лашын» и МЧП «Шам» (Джамбул).
С 1994 по 2002 годы — вице-президент, Советник, Председатель Правления юридической фирмы закрытого акционерного общества «Щит и К» города Тараза.
С 2002 по 2008 годы — депутат Сената Парламента Республики Казахстан от Жамбылской областии, член Комитета по государственному строительству и правовой политике, член Комитета по законодательству и правовым вопросам.
С 2019 года по н.в — председатель палаты юридических консультантов Жамбылской области.
Почетный президент Казахстанской федерации таеквандо (WT), обладатель черного пояса 5 Дан по таеквондо, член Национального Олимпийского Комитета Республики Казахстан,.

## Награды
- Орден «Курмет» (2005 года)[6]
- Медаль «10 лет Парламенту Республики Казахстан» (2006)
- Медаль «10 лет Конституции Республики Казахстан» (2005)
- Медаль «10 лет независимости Республики Казахстан» (2001)
- звания «Почётный гражданин города Тараза» (2015).[7]
- Почётная грамота Сената Парламента Республики Казахстан.
- Благодарственное письмо Президента Республики Казахстан и др.